# Nossa Senhora de Begoña
Nossa Senhora de Begoña (em castelhano: Nuestra Señora de Begoña; em basco: Begoñako Andre Maria, ou afetuosamente Amatxu) ou Madre de Deus de Begoña é um culto mariano originário da anteiglesia de Begoña, que atualmente é um bairro da cidade de Bilbau, Espanha. Foi declarada canonicamente a padroeira de Bilbau e da Biscaia em 1903 pelo Papa Pio X e a sua festa celebra-se no dia 11 de outubro na Biscaia. Em Gijón, onde também é padroeira, a festa é a 15 de agosto.
Segundo a tradição, a Virgem Maria teria aparecido no local onde poucos anos depois foi construída a Basílica de Begoña no início do século XVI.